# Croton macbridei
Espèce
Classification APG II (2003)
Croton macbridei est une espèce de plantes à fleurs du genre Croton et de la famille Euphorbiaceae présente au Pérou.